# 버디 (2010년 영화)
《버디》(Iep!)는 2010년 공개된 네덜란드의 영화이다. 요크 판 레이우엔의 작품을 영화화한 작품으로, 주연은 케나디 쥬르댕브롬리가 맡았다.

## 출연

### 주연
- 케나디 쥬르댕
- 티스 덱커
- 디데릭 에빙어
- 조크 찰스마
- 허브 스타펠

### 조연
- 한스 소머스
- 마델리프 버뮤런
- 피터 티딘스

## 기타
- 프로듀서: 클리어 드 코닝
- 공동제작: 드리스 프리포
- 공동제작: 장 끌로드 반 리케그헴
- 분장: 린데트 반 님베건